# نهائي كأس الاتحاد الإنجليزي 1985
نهائي كأس الاتحاد الإنجليزي 1985 (بالإنجليزية: FA Cup final 1985) هي المباراة الختامية لبطولة كأس الاتحاد الإنجليزي 1984–85 في النسخة 104 من مسابقة الكأس الإنجليزية للبطولة الأقدم في تاريخ في كرة القدم التي ينظمها الاتحاد الإنجليزي لكرة القدم. أقيمت المباراة نهائي كأس الاتحاد الإنجليزي في 18 مايو 1985 في ملعب ويمبلي، وتنافس عليها مانشستر يونايتد وحامل اللقب إيفرتون. رفع مانشستر يونايتد كأس الاتحاد الإنجليزي لكرة القدم للمرة السادسة، حيث تغلبنا على بطل الدوري إيفرتون بفضل هدف الفوز في الوقت الإضافي بهدف سجله نورمان وايتسايد في الوقت الإضافي في الشباك بعيدًا عن متناول نيفيل ساوثال. في المباراة التي استمرت 120 دقيقة، أصبحت لا تُنسى، حيث أصبح كيفن موران أول لاعب يُطرد في نهائي كأس الاتحاد الإنجليزي لكرة القدم. بالرغم من النقص لم يشكل الوقت الإضافي أي ارتباك في صفوف لاعبي مانشستر يونايتد، وفي الشوط الثاني، سجل وايتسايد الهدف الأكثر روعة وأهمية في مسيرته على ملعب أولد ترافورد.

## عن الفريقين
| الفريق          | التتويج | المشاركات السابقة في النهائيات (الخط الغليظ للأرقام يشير لسنة التتويج باللقب) |
| --------------- | ------- | ----------------------------------------------------------------------------- |
| إيفرتون         | 4       | 8 (1893، 1897، 1906، 1907،1933، 1966، 1968، 1984)                             |
| مانشستر يونايتد | 5       | 9 (1909، 1948، 1957، 1958، 1963، 1976، 1977، 1979، 1983)                      |

### طريق مانشستر إلى النهائي
بدأت مشوار مانشستر يونايتد في مسابقة كأس الاتحاد الإنجليزي لكرة القدم بفوز بثلاثية نظيفة على بورنموث، الذي كان يلعب في الدرجة الثالثة آنذاك، وهو الفوز الذي ربما بدا روتينيا لكنه أصبح أكثر أهمية لأن بورنموث كان قد أخرج مانشستر من المسابقة على ملعب دين كورت في الموسم السابق.
وكان الفوز 2-1 على أرضه على كوفنتري بمثابة مباراة أكثر تنافسا، ثم هزم بلاكبيرن روفرز 2-0 في إيوود بارك، قبل أن يصل يونايتد إلى مستوى جيد - حيث كانت ثلاثية نورمان وايتسايد هي محور الفوز 4-2 في ربع النهائي على وست هام في أولد ترافورد، حيث سجل مارك هيوز أيضًا.
في المباراة ضد ليفربول في نصف نهائي جوديسون، تقدم فريق أتكينسون مرتين عن طريق برايان روبسون وفرانك ستابلتون، لكن الفريق تعادل في كل مرة، قبل نهاية الوقت الأصلي والوقت الإضافي على التوالي. استلزم ذلك إعادة المباراة في ماين رود، حيث شهدت المباراة مباراة مثيرة تقدم فيها ليفربول بهدف عن طريق بول ماكجراث بالخطأ في مرماه، لكن يونايتد عاد بقوة ليفوز بهدفين رائعين من روبسون وهيوز.
وبعد أن خسر الريدز تقدمه مرتين في الدور قبل النهائي الأول، كان لزاماً على الفريق الرد بقوة بعد تأخره في مباراة الإعادة. ولقد نجح الفريق في تحقيق ذلك بأسلوب مذهل، كما نجح روبسون في إحراز هدف رائع من مسافة بعيدة، الأمر الذي ضمن له أن تتحول الأمور لصالح يونايتد بشكل لا رجعة فيه.
وكان روبسون في أفضل حالاته طوال الكأس، في حين كانت أهداف وايتسايد رائعة في توقيتها وتنفيذها.

## المباراة

### تفاصيل المباراة
| إيفرتون | 0–1 (ب.و.إ.) | مانشستر يونايتد |
| ------- | ------------ | --------------- |
|         | Report       | وايتسايد 110'   |

| إيفرتون | مانشستر يونايتد |

|               |    |                  |  |
|               |    | تشكيلة الفريق:   |  |
| GK            | 1  | نيفيل ساوثهول    |  |
| RB            | 2  | غاري ستيفنز      |  |
| LB            | 3  | بات فان دن هاوي  |  |
| CB            | 4  | كيفن راتكليف (c) |  |
| CB            | 5  | ديريك ماونتفيلد  |  |
| CM            | 6  | بيتر ريد         |  |
| RM            | 7  | تريفور ستيفن     |  |
| CF            | 8  | غرايم شارب       |  |
| CF            | 9  | أندي غراي        |  |
| CM            | 10 | بول براسويل      |  |
| LM            | 11 | كيفن شيدي        |  |
| البديل:       |    |                  |  |
| DF            | 12 | ألان هاربر       |  |
| المدرب:       |    |                  |  |
| هاوارد كيندال |    |                  |  |

|              |    |                  |      |     |
|              |    | تشكيلة الفريق:   |      |     |
| GK           | 1  | غاري بايلي       |      |     |
| RB           | 2  | جون جيدمان       |      |     |
| LB           | 3  | آرثر ألبستون     |      | 91' |
| CM           | 4  | نورمان وايتسايد  |      |     |
| CB           | 5  | باول مكغراث      |      |     |
| CB           | 6  | كيفن موران       | 78'  |     |
| CM           | 7  | براين روبسون (c) | أنذر |     |
| RM           | 8  | غوردون ستراكان   |      |     |
| CF           | 9  | مارك هيوز        |      |     |
| CF           | 10 | فرانك ستابليتون  |      |     |
| LM           | 11 | يسبر أولسن       |      |     |
| البديل:      |    |                  |      |     |
| DF           | 12 | مايك دوكسبري     |      | 91' |
| المدرب:      |    |                  |      |     |
| رون أتكينسون |    |                  |      |     |